# 清原村 (愛知県)
清原村（きよはらむら）は、かつて愛知県西加茂郡にあった村。
現在の豊田市の一部（永太郎町・松名町・下仁木町・遊屋町・西丹波町・平岩町・宮代町・苅萱町・岩下町・小原大倉町・北大野町など）に該当する。

## 歴史
- 1873年（明治6年） -
  - 大野村が北大野村に改称する。
  - 丹波村が西丹波村に改称する。
- 1889年（明治22年）10月1日 - 永太郎村、松名村、下仁木村、遊屋村、西丹波村、平岩村、宮代村、苅萱村、岩下村、大倉村、北大野村が合併し、清原村が発足。
- 1906年（明治39年）7月1日 - 豊原村、本城村、福原村と合併し、小原村が発足。同日清原村は廃止。